# Риати, Абдельфеттах
Абдельфеттах Риати (араб. عبد الفتاح رياتي‎; род. 25 февраля 1963, Марокко) — марокканский футболист, играл на позиции нападающего. Участник чемпионата мира 1986 года.

## Биография

### Клубная карьера
Риати в течение шести сезонов играл за МАС, в составе которого выиграл два чемпионских титула и Кубок Марокко в 1988 году. По окончании сезона отправился в Швейцарию, где играл за «Арау» и «Ксамакс». Завершил карьеру в клубе МАС.

### Карьера в сборной
Был включён в заявку сборной Марокко на чемпионат мира 1986 года, но на том турнире так и не сыграл ни минуты. Ранее в том же году, играл на Кубке африканских наций, где в матче за бронзовые медали против сборной Кот-д’Ивуара забил гол — Марокко проиграло со счётом 3:2 и заняло четвёртое место. Всего за сборную Марокко сыграл 14 матчей и забил 1 гол.

## Достижения
МАС
- Чемпион Марокко (2): 1982/83, 1984/85
- Обладатель Кубка Марокко (1): 1987/88